# あしたの日本を創る協会
公益財団法人あしたの日本を創る協会（あしたのにほんをつくるきょうかい）は、公益財団法人。以前は内閣府所管の財団法人だったが、公益法人制度改革に伴い、2010年に公益財団法人に移行。

## 概要
- 所在：東京都千代田区日比谷公園1-3 市政会館5階
- 設立：1956年3月31日
- 会長：根本二郎